# Université Paris Cité
Université Paris Cité is een Franse universiteit in Parijs (her)opgericht op 20 maart 2019 uit de fusie van de Université René Descartes (Paris V) en de Université Paris Diderot (Paris VII). Deze onderzoeksuniversiteit heeft conform het fusiedecreet van 20 maart 2019 het Franse statuut van een EPSCP (Établissement public à caractère scientifique, culturel et professionnel). De universiteit is gestructureerd met drie faculteiten: de faculteit der Wetenschap, de faculteit der Gezondheid de faculteit Verenigingen en geesteswetenschappen.

## Internationale ranglijst
Volgens de Shanghai-ranglijst 2021 - 12e werelduniversiteit in aardwetenschappen. - 21e werelduniversiteit in farmaceutica. 22e werelduniversiteit in de wiskunde. 24e werelduniversiteit in de natuurkunde. 37ste werelduniversiteit in de menselijke biologie. 41e werelduniversiteit in klinische geneeskunde. 47e werelduniversiteit in de tandheelkunde.
- Gemeinsame Normdatei: 1270137778
- International Standard Name Identifier: 0000 0004 7885 7602
- Library of Congress Control Number: n79129805
- Système universitaire de documentation: 236453505